# 登能暉
登 能暉（のぼる よしてる、1936年 - ）は、日本の経営者、ダイハツ工業元副社長、ダイハツディーゼル元代表取締役会長、和歌山大学経済学部卒業

## 経歴
- 1959年 和歌山大学経済学部卒業
- 1959年 ダイハツ工業入社
- 1984年 購買本部第一購買部長
- 1990年 経営企画部長 兼 経理部長
- 1996年 専務取締役
- 1998年 副社長（国内営業本部長）
- 1999年 ダイハツディーゼル代表取締役会長
- 2003年 ダイハツディーゼル取締役相談役